# Izlučni turnir 1993. za svjetski kup u hokeju na travi za žene
8. izlučni turnir za svjetski kup u hokeju na travi za žene se održao od 15. do 25. srpnja 1993.

## Mjesto održavanja
Održao se u SAD-u, u Philadelphiji.

## Natjecateljski sustav
Sudjelovalo je dvanaest djevojčadi koje se bilo podijelilo ždrijebom u dvije skupine po šest sastava. 
Najboljih pet djevojčadi je izborilo pravo sudjelovanja na svjetskom kupu 1994. u Dublinu u Irskoj, zajedno sa šest preostalih sastava koje su to pravo već izborile: Australijom, Kinom, Engleskom, domaćinkama Irskom, Nizozemskom, olimpijskim pobjednicama Španjolskom i Južnom Korejom.

## Konačni poredak
1. Njemačka*
2. Argentina*
3. Kanada*
4. Rusija*
5. SAD*
6. Indija
7. Škotska
8. Novi Zeland
9. Japan
10. Belgija
11. Italija
12. Francuska

## Napomene
Prvih pet djevojčadi (Njemačka, Argentina, Kanada, Rusija i SAD) su sudjelovale na svjetskom kupu 1994. u Dublinu, u Irskoj.